# 安妮·曼宁
安妮·曼宁（英語：Anne Manning，1959年11月13日—），澳大利亚女子田径运动员。她曾代表澳大利亚参加1994年英联邦运动会田径比赛，获得一枚银牌。她也曾参加1996年夏季奥林匹克运动会。